# Libro bianco di Hergest
Il Libro bianco di Hergest (in gallese Llyfr Gwyn Hergest) fu uno dei più importanti manoscritti gallesi tardomedievali, compilato verso il 1450. Includeva molte poesie e prose e costituì una fonte significativa per molti studiosi di cose antiche nel XVII e nel XVIII secolo. Scomparve nel XIX secolo, probabilmente distrutto da un incendio nella bottega di un rilegatore di libri a Londra nel 1808.
Il Libro bianco di Hergest non va confuso con gli analoghi e quasi omonimi Libro rosso di Hergest e Libro bianco di Rhydderch. 

## Storia
Il manoscritto fu uno dei tanti relativi alla famiglia Vaughan di Hergest Court, nei pressi di Kington (Herefordshire). Ma fu in origine, almeno in parte, opera del poeta e copista Lewys Glyn Cothi, che si ritiene lo avesse compilato nell'abbazia di Margam avvalendosi di testi là reperiti. Lo scrittore era in stretto contatto con la famiglia Vaughan, e scrisse elegie per la morte di Thomas ap Vaughan (m. 1469) e del figlio Richard. Come conveniva ad un manoscritto creato per facoltosi promotori, il "Libro bianco" fu un ragguardevole documento scritto su una costosa pergamena, e prese il nome dal colore della rilegatura.
Lo studioso John Davies di Mallwyd trascrisse alcune poesie dal "Libro bianco" in un manoscritto oggi noto con il nome di "Peniarth 49". Nel XVII anche lo studioso di cose antiche Robert Vaughan, che definì il "Libro bianco" come "un manoscritto molto bello e antico", ne copiò alcune parti e lo adoperò come fonte genealogica. Fu lo stesso Vaughan a riconoscere l'impronta di Lewys Glyn Cothi nel "Libro bianco". Altri ricercatori successivi scrissero delle copie di alcune singole sezioni; ad es. Moses Williams, che ne trascrisse alcune parti nel manoscritto "Llanstephan MS. 74".
Il manoscrito venne in possesso del collezionista e studioso di cose antiche William Maurice (m. 1680); e fu in seguito venduto, insieme al resto della biblioteca di Maurice, a Sir William Williams. La biblioteca arrivò infine alla dimora di Wynnstay, dove la maggior parte dei libri venne distrutta da un incendio nel 1858. Ma sembra che il "Libro bianco" fosse già bruciato in un incendio precedente dopo essere stato mandato, insieme e parecchi altri manoscritti, perché venisse rilegato di nuovo nella bottega del rilegatore Mackinley presso il Covent Garden a Londra. Varie date di questo incidente (come ad es. 1810, 1808, 1800) sono riportate da altre fonti; sebbene Y Cymmrodor, il giornale della "Honourable Society of Cymmrodorion", vol. 1 (1822), indichi l'incidente come recente. Angharad Llwyd afferma che l'episodio fosse avvenuto nel corso del disastroso incendio del Royal Opera House, il teatro del Covent Garden, che avvenne nel 1808. Una nota riporta che i locali di John Mackinley al numero 8 di Bow Street bruciarono insieme al teatro.

## Contenuto
Oltre a parecchie poesie di Lewys Glyn Cothi e composizioni di altri poeti, il manoscritto era noto in quanto includeva un gran numero di opere di Dafydd ap Gwilym; anche se sembra che tutte queste fossero state trascritte da John Davies, o che alcune loro varianti sopravvivano in altri manoscritti. Comprendeva anche molti testi di prosa e storia, tra cui una copia delle leggi di Hywel Dda ap Cadell che conteneva parecchi passaggi non presenti nelle altre versioni conosciute. L'interesse di Lewys Glyn Cothi per l'araldica è rispecchiato dall'inclusione di pedigree ed altro materiale genealogico ed araldico, come ad es. il Llyfr Arfau (Libro delle armi), attribuito a John Trevor o a Johannes de Bado Aureo, che può essere una tra tante figure storiche.
Tuttavia non tutto il contenuto del "Libro bianco" è stato trascritto prima dell'incendio, per cui una gran parte è irrimediabilmente perduta. 
Le parti conosciute del "Libro bianco" sono documentate nei seguenti manoscritti: 
- Peniarth MS.  49. Contiene le trascrizioni, eseguite da John Davies, di molti testi di Dafydd ap Gwilym, nonché di varianti prese da altri copisti.
- Peniarth MS. 134. Include le copie, eseguite da Robert Vaughan, del materiale araldico del "Libro bianco" relativo alla nobiltà rurale della contea del Glamorgan.
- Peniarth MS. 225. Include copie del materiale legale contenuto nel "Libro bianco".
- Peniarth MS. 229. Manoscritto composito, assemblato da Robert Vaughan, che include un elenco di una parte del contenuto del "Libro bianco".
- Llanstephan MS. 74. Elenca il contenuto del "Libro bianco".
- British Library Add. MS. 31055
- Wynnstay MS. 2